# Aeroporto Internacional de Seicheles
O Aeroporto Internacional de Seicheles (IATA: SEZ, ICAO: FSIA) é um aeroporto internacional localizado em Mahé que serve principalmente Vitória, capital de Seicheles, ficando a 11km de distância, o aeroporto é o principal hub da empresa Air Seychelles.